# Fabian Geyer
Fabian Geyer (* 25. August 1969 in Essen) ist ein deutscher Jurist und parteiloser Politiker. Seit dem 15. Januar 2023 ist er Oberbürgermeister der Stadt Flensburg.

## Leben
Nach seinem Abitur im Jahr 1989 am Burggymnasium in Essen war Geyer für zwei Jahre Zeitsoldat bei der Marine in Kiel. Von 1992 bis 1997 studierte er Rechtswissenschaften an der Universität Trier. 1999 schloss er seine Promotion als Dr. jur. ab.
Im Jahr 2005 wurde Geyer Geschäftsführer des Arbeitgeberverbandes Flensburg-Schleswig-Eckernförde. Im Januar 2022 kündigte er seine Kandidatur als Oberbürgermeister gegen die amtierende Oberbürgermeisterin Simone Lange an. Geyer wurde als parteiloser Kandidat von CDU, FDP und der freien Wählergemeinschaft „WiF“ unterstützt, Lange von ihrer eigenen Partei, der SPD, sowie von Bündnis 90/Die Grünen. Neben Geyer und Lange traten außerdem Karin Haug (SSW) und Marc Paysen (Flensburg Wählen) an.
Im ersten Wahlgang am 18. September 2022 holte Geyer 43,5 % der Stimmen, Lange nur 36,2 %. Karin Haug (16,3 %) und Marc Paysen (4,0 %) verpassten den Einzug in die Stichwahl. Bei der anschließenden Stichwahl am 2. Oktober 2022 gewann Geyer die Oberbürgermeisterwahl mit 56 % gegen die Amtsinhaberin Lange (44 %). Am 9. Januar 2023 wurde er in der Flensburger Ratsversammlung vereidigt, am 15. Januar 2023 begann seine Amtszeit.